# Woudhoek
Woudhoek is een woonwijk in de gemeente Schiedam.
De wijk is gesitueerd in het noorden van Schiedam ten noorden van de wijk Groenoord. De wijk betreft een typische nieuwbouwwijk bestaande uit zowel gestapelde bouw als eengezinswoningen en is ontstaan in de jaren ’70 en ’80. Op diverse plekken in de wijk zijn kleine winkelcentra gelegen. Volgens cijfers van het Centraal Bureau voor de Statistiek (CBS) had in 2023 ongeveer 7275 inwoners.
Per auto is Schiedam Woudhoek goed te bereiken via afslag Schiedam-Noord van de rijksweg A20. Deze wijk bevat ook openbaarvervoerlijnen, zoals RET tramlijnen 1 en 11. Per RET bus is de wijk te bereiken via buslijnen 51 t/m 53 vanuit station Schiedam Centrum.
Wijk- en bewonersvereniging 'Woudhoek' behartigt de belangen van de huurders in de wijk.

## Imago
Woudhoek wordt vaak geassocieerd als een van de rustigste wijken in Schiedam. Het is een wijk met relatief veel laagbouw.